# Georges Gutelman
Georges Gutelman (* 6. Dezember 1938 nahe Lüttich, Belgien; † 5. November 2019 in Israel) war ein belgischer Unternehmer, der zwischen 1970 und 2002 mehrere Fluggesellschaften gegründet hat. International bekannt wurde er durch seine Beteiligung an der Operation Moses.

## Privatleben
Georges Gutelman wurde 1938 als Kind jüdischer Eltern nahe Lüttich geboren. Seine Eltern waren Anfang der 1930er-Jahre aus Polen eingewandert. Nach dem deutschen Überfall auf Belgien konnten seine Eltern ihn und seinen Bruder im Jahr 1940 bei zwei christlichen Familien verstecken, bei denen die Kinder getrennt voneinander aufwuchsen. Gutelmans Mutter wurde im Konzentrationslager Auschwitz ermordet. Sein Vater überlebte die Judenverfolgung und konnte die beiden Brüder nach dem Zweiten Weltkrieg wieder zu sich nehmen.
Gutelman war verheiratet und lebte in Brüssel und dann ab 2015 in Israel.

## Beruflicher Werdegang
Im Jahr 1963 schloss Gutelman ein Studium für Metallurgie an der Universität Lüttich ab. Ende der 1960er-Jahre begann er Charterflüge für Studenten und Reisegruppen zu organisieren. Daraus entstand sein erstes Unternehmen, der Reiseveranstalter TIFA. Im Oktober 1970 gründete er die Charterfluggesellschaft Trans European Airways (TEA), die im Juni 1971 ihren Betrieb aufnahm. In den 1970er-Jahren konnte Gutelman zahlreiche Touristikunternehmen als Kunden gewinnen und seine Fluggesellschaft kontinuierlich ausbauen. Zudem vermietete er seine Maschinen ab November 1974 bis zum Bekanntwerden der Operation Moses unter anderem an Fluglinien aus islamischen Staaten und führte Pilgerflüge nach Mekka für diese durch.  In den 1980er-Jahren gründete Gutelman das Wartungsunternehmen TEAMCO sowie europaweite Niederlassungen der TEA. Daneben betrieb er Duty-free-Geschäfte im Flughafen Brüssel-Zaventem. Im Jahr 1989 wurde Gutelman von dem belgischen Trends Business Magazine zum Unternehmer des Jahres gewählt.
Nachdem die Trans European Airways im Jahr 1991 Insolvenz anmelden musste, wechselte Gutelman in den Vorstand der Fluggesellschaft Eurobelgian Airlines, die im Jahr 1996 an die britische Virgin Group verkauft wurde. Gemeinsam mit Victor Hasson, dem Vorstandsvorsitzenden der Kette City Hotels, gründete er die belgischen Fluggesellschaften City Bird (1996) und Birdy Airlines (2002). Im Jahr 2004 wurde Gutelman wegen des Verdachts der Geldwäsche verhaftet, einen Tag später aber wieder freigelassen. Das Verfahren wurde eingestellt.
Ab 2006 besaß Gutelman eine Minderheitsbeteiligung an dem belgischen Telefonanbieter Alma Telecom.

## Rolle in der Operation Moses
Infolge der Dürre in Ostafrika flohen 1984 tausende Menschen aus Äthiopien ins Nachbarland Sudan, die dort in Flüchtlingslagern einquartiert wurden. Unter den Flüchtlingen waren auch ca. 8000 Falaschen. Der Sudan wollte die Flüchtlinge abschieben. Der Staat Israel entschied sich, die äthiopischen Juden aufzunehmen. Aufgrund der politischen Lage konnte der Transport der Flüchtlinge aus dem Sudan nur mit Hilfe einer neutralen Fluggesellschaft erfolgen. Zudem mussten diese Flüge geheim bleiben, um die Operation nicht zu gefährden. Es wurden Kontakte mit Georges Gutelman aufgenommen, der zuvor schon Waffentransporte für die israelische Regierung durchgeführt hatte und deren Vertrauen besaß. Begünstigend kam hinzu, dass seine Trans European Airways häufig Pilgerflüge im Auftrag nordafrikanischer Fluglinien ausführte, so dass die Anwesenheit der TEA-Flugzeuge im Sudan keinen Verdacht erwecken würde. Gutelman entschied sich, seine Flugzeuge zur Verfügung zu stellen und die Flüge zu organisieren, obwohl dies erhebliche Auswirkungen auf seine künftigen Leasinggeschäfte haben und somit den Fortbestand seiner Fluggesellschaft gefährden würde. Weil ein direkter Transport der Flüchtlinge aus dem Sudan nach Israel politisch und aus Gründen der Geheimhaltung unmöglich war, mussten die Flüge aus Khartum über Brüssel nach Israel erfolgen. Hierfür war die Zustimmung der belgischen Regierung erforderlich. Gutelman konnte seinen Bekannten und damaligen belgischen Justizminister Jean Gol als Unterstützer gewinnen, so dass die Flüchtlingsflüge am 21. November 1984 mit Zustimmung des belgischen Premierministers Wilfried Martens beginnen konnten. Am 5. Januar 1985 wurden die Flüge bekannt und mussten auf Druck arabischer Staaten eingestellt werden. Gutelman erhielt im Anschluss mehrfach Morddrohungen. Er und seine Familie wurden daraufhin unter Personenschutz gestellt.